# Sielsowiet studienokski (rejon rylski)
Sielsowiet studienokski (ros. Студенокский сельсовет) – jednostka administracyjna wchodząca w skład rejonu rylskiego w оbwodzie kurskim w Rosji.
Centrum administracyjnym sielsowietu jest sieło Studienok.

## Geografia
Powierzchnia sielsowietu wynosi 154,71 km².

## Historia
Status i granice sielsowietu zostały określone ustawami z 2004 i z 2010 roku.

## Demografia
W 2017 roku sielsowiet zamieszkiwało 744 mieszkańców.

## Miejscowości
W skład sielsowietu wchodzą miejscowości: Studienok, Akimowka, Aleksandrowka, Anatoljewka, Gniłowka, Kulemzino, Niżniaja Mielnica, Parmienowka, Słobodka-Iwanowka, Staraja Nikołajewka.